# Swist
Swist sau Swistbach este un pârâu afluent al Erftului cu lungimea de 43,6 km, el este considerat cel mai lung pârâu din Europa.

## Descriere
Izvorul lui se află la altitudinea de 330 m deasupra n.m. situat în nordul munților Eifel, în Munții Ahrului, lângă Kalenborn (bei Altenahr) din landul Renania-Palatinat, Germania. Swist curge la început spre nord-est și are de la izvor până la Grafschaft o pantă de cădere de 5 ‰, după care albia lui va o cădere de 1,3 ‰, valoare care se va menține la traversarea localităților Ville, Meckenheim (Rheinland), Rheinbach, Swisttal și Weilerswist, ultimele fiind numite după numele pârâului care la altitudinea de 108 m deasupra n.m. se va vărsa la Erftstadt în Erft. Inițial Ahrul curgea prin albia Swistului, numai că prin ridicarea terenului în trecutul îndepărtat și formarea Munților Ahrului, Ahrul și-a schimbat albia curgând direct în Rin.